# Gontran chauve par amour
Pour plus de détails, voir Fiche technique et Distribution.
Gontran chauve par amour est un film muet français réalisé par Lucien Nonguet, sorti en 1912.

## Fiche technique
- Titre original : Gontran chauve par amour
- Titre angliphone (États-Unis) : Gontran's Love Stratagem
- Réalisation Lucien Nonguet
- Scénario :
- Producteur :
- Société de production : Société Française des Films Éclair
- Société de distribution : Société Française des Films Éclair, Universal Film Manufacturing Company (États-Unis)
- Pays de production :  France
- Langue : film muet avec les intertitres en français
- Métrage : 214 mètres
- Format : Noir et blanc — 35 mm — 1,33:1 — Muet
- Genre : Comédie
- Durée : 7 minutes et 5 secondes
- Dates de sortie : 
  - France : 19 juillet 1912
  - États-Unis : 27 octobre 1912

## Distribution
- René Gréhan : Gontran